# Signed and Sealed in Blood
Albums de Dropkick Murphys
Going Out in Style
Signed and Sealed in Blood est le huitième album studio du groupe de punk celtique Dropkick Murphys. Sorti le 8 janvier 2013 sur le label du groupe, Born & Bred Records. Le titre de l'album provient d'une strophe tirée du premier single de l'album, intitulé Rose Tattoo.

## Titres
1. The Boys Are Back - 3 min 20 s
2. Prisoner's Song - 2 min 37 s
3. Rose Tattoo - 5 min 6 s
4. Burn - 2 min 39 s
5. Jimmy Collins' Wake - 2 min 59 s
6. The Season's Upon Us - 4 min 2 s
7. The Battle Rages On - 2 min 17 s
8. Don't Tear Us Apart - 3 min 1 s
9. My Hero - 3 min 10 s
10. Out on the Town - 3 min 2 s
11. Out of our Heads - 3 min 11 s
12. End of the Night - 5 min 17 s

## Personnel
- Al Barr : chant
- James Lynch : guitare, chant
- Ken Casey : basse, chant
- Matt Kelly : batterie, chant, bodhrán (tambour irlandais traditionnel)
- Scruffy Wallace : cornemuse
- Tim Brennan : accordéon, guitare acoustique, flûte de pan, violon
- Jeff DaRosa : banjo, guitare
- Winston Marshall[1] : banjo sur Prisoner's Song.